# Michaela Schmölz-Häberlein
Michaela Schmölz-Häberlein (* 2. Dezember 1964 als Michaela Schmölz in Augsburg) ist eine deutsche Historikerin, die sich vornehmlich mit der (jüdischen) Geschichte der Frühen Neuzeit befasst.

## Leben
Die gebürtige Augsburgerin studierte nach dem Abitur von 1985 bis 1990 Mittelalterliche, Neuere und Außereuropäische Geschichte sowie Neuere Deutsche Sprachwissenschaft an der Universität Augsburg und der Universität Del Valle de Guatemala. Nach dem Magisterexamen wurde sie 1992 an der Universität Freiburg i. Br. mit einer Arbeit zur Modernisierung des guatemaltekischen Staates unter Jorge Ubico promoviert. Im Jahr 2011 schließlich habilitierte sie sich an der TU Chemnitz mit einer Arbeit zu weiblichen und männlichen Lebenswelten im Emmendingen des 18. Jahrhunderts. 2013 ließ sie sich an der Otto-Friedrich-Universität Bamberg umhabilitieren.
Bis 2010 war Schmölz-Häberlein zeitweilig als freie Historikerin, wissenschaftliche Angestellte an verschiedenen Instituten, Lehrkraft an Schulen u. ä. beschäftigt. Sie war dabei u. a. in Karlsruhe, Augsburg und an der Pennsylvania State University tätig. Von 2010 bis 2013 nahm sie einen Lehrauftrag an der Professur für Judaistik der Universität Bamberg wahr. In dieser Zeit übernahm sie auch eine Gastdozentur an der Universität Bayreuth. Seit 2013 lehrt sie in Bamberg als Privatdozentin am Lehrstuhl für Neuere Geschichte unter Einbeziehung der Landesgeschichte. Zum Sommersemester 2016 übernahm sie die Vertretungsprofessur für Historische Grundwissenschaften an der Otto-Friedrich-Universität, die sie auch im Wintersemester 2016/17 fortführte. Im Sommersemester 2017 wurde sie zur außerplanmäßigen Professorin ernannt. 
Zu ihren Forschungsschwerpunkten zählen neben der jüdischen Geschichte auch die Geschlechtergeschichte, die Erforschung der Geschichte religiöser Minderheiten sowie die atlantische und die lateinamerikanische Geschichte.
Schmölz-Häberlein lebt in Bamberg und ist mit dem Historiker Mark Häberlein verheiratet, der ebenfalls an der Universität Bamberg unterrichtet. Das Paar hat zwei erwachsene Kinder.

## Theorie und Wirkung
Schmölz-Häberlein nutzt bei ihrem mikrohistorischen Wirken gerade in der Geschlechtergeschichte weniger die vorherrschenden funktionalistischen und strukturalistischen Ansätze, sondern eine geschlechterspezifische Perspektive. In ihrem Werk über weibliche und männliche Lebenswelten im Emmendingen des 18. Jahrhunderts wertet sie eine breite Quellenlage von Ehe- und Kaufverträgen über Testamente und Nachlassinventare bis hin zu weltlichen und kirchlichen Gerichtsprotokollen aus. Ebenso nutzt sie ausgewählte Biografien von Frauen aus unterschiedlichen Schichten der Gesellschaft und arbeitet Gemeinsamkeiten heraus. Dank ihrer faktengesättigten Analysen erreicht sie eine dichte Beschreibung der mikrohistorischen Zusammenhänge der entsprechenden Zeitperiode und zeigt damit auf, wie eine mikrohistorische Studie eine Bereicherung der Makroebene ermöglicht.
In ihrem Werk Juden in Bamberg 1633–1802/03 legt sie die Lebensverhältnisse und Handlungsspielräume der jüdischen Minderheit und das christlich-jüdische Zusammenleben dar. In der Studie zeigt sie das Potential mikrohistorischer Untersuchungen auf, die zur Korrektur einiger wesentlicher Master Narratives der neuzeitlichen Geschichte beitrugen.

## Schriften (Auswahl)
- Die Grenzen des Caudillismo. Die Modernisierung des guatemaltekischen Staates unter Jorge Ubico 1931–1944. Eine regionalgeschichtliche Studie am Beispiel der Alta Verapaz (= Europäische Hochschulschriften, Reihe III, Geschichte und ihre Hilfswissenschaften, 567), Frankfurt a. M. u. a. 1993 (Dissertation), ISBN 978-3-631-46091-7.
- Juden in Bamberg 1633–1802/03. Lebensverhältnisse und Handlungsspielräume einer städtischen Minderheit (= Judentum – Christentum – Islam. Interreligiöse Studien, 11; zugleich Veröffentlichungen des Stadtarchivs Bamberg, 18), Würzburg 2014, ISBN 3-95650-019-9.
- Kleinstadtgesellschaft(en). Weibliche und männliche Lebenswelten im Emmendingen des 18. Jahrhunderts (= VSWG-Beihefte, 220), Stuttgart 2012 (Habilitationsschrift), ISBN 978-3-515-10239-1.
- (mit Mark Häberlein) Adalbert Friedrich Marcus (1753–1816) – Ein Bamberger Arzt zwischen aufgeklärten Reformen und Romantischer Medizin (= Stadt und Region in der Vormoderne, 5), Würzburg 2016, ISBN 978-3-95650-134-0.
- (mit Mark Häberlein) Die Erben der Welser. Der Karibikhandel der Augsburger Firma Obwexer im Zeitalter der Revolutionen (= Schwäbische Forschungsgemeinschaft bei der Kommission für Bayerische Landesgeschichte, Reihe 1, 21), Würzburg 2014, ISBN 3-928898-80-9.
- (mit Mark Häberlein) Die medizinische Bibliothek des Adalbert Friedrich Marcus. Privater Buchbesitz und ärztliches Wissen in Bamberg um 1800 (= Bamberger Historische Studien, 15), Bamberg 2016, ISBN 978-3-86309-429-4.